# Acomys louisae
Acomys louisae é uma espécie de roedor da família Muridae.
Pode ser encontrada nos seguintes países: Djibouti, Etiópia, Quénia e Somália.
Os seus habitats naturais são: savanas áridas, campos de gramíneas subtropicais ou tropicais secos de baixa altitude e áreas rochosas.